# Extraordinaire des guerres

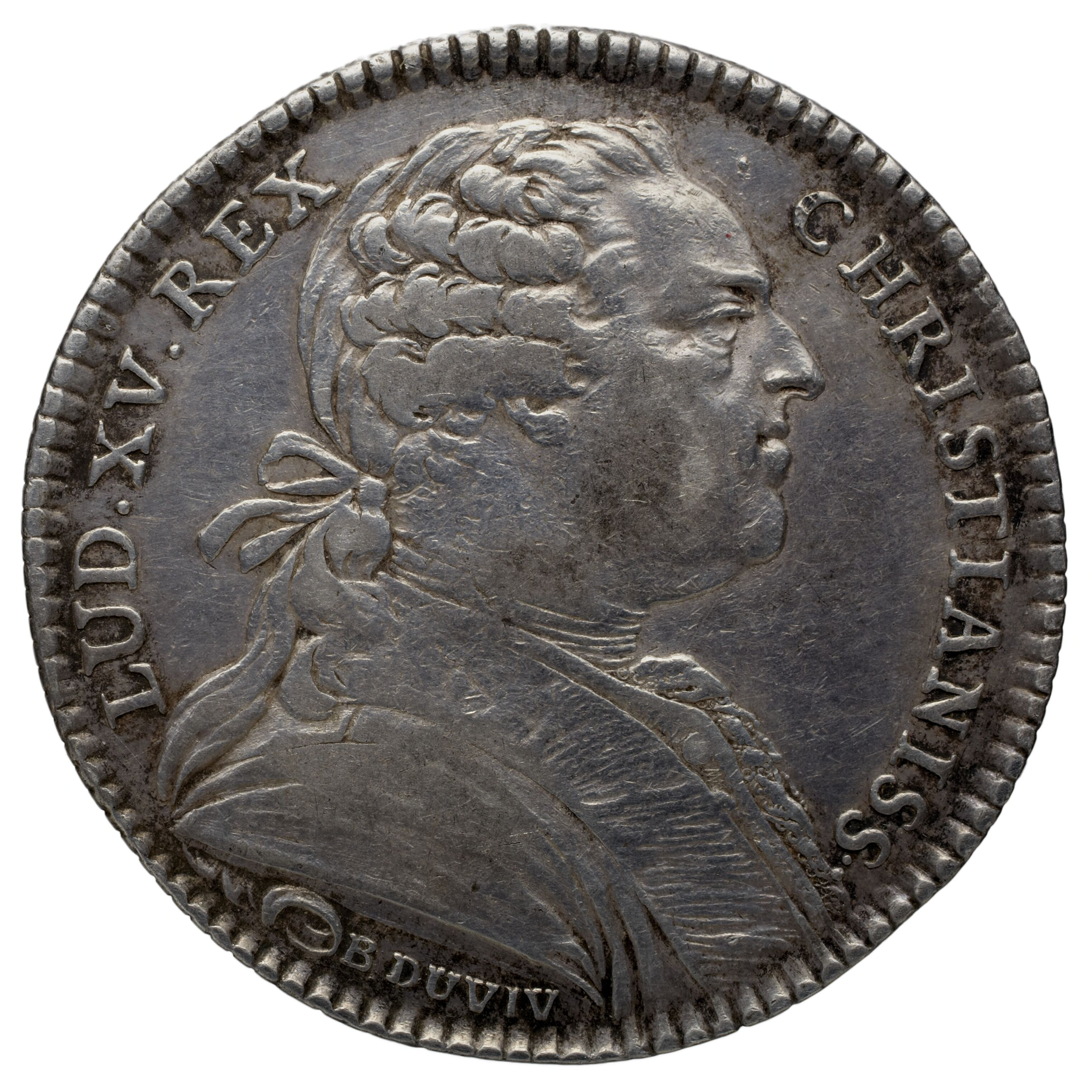
Jeton "extraordinaire des guerres" à l'effigie de Louis XV.

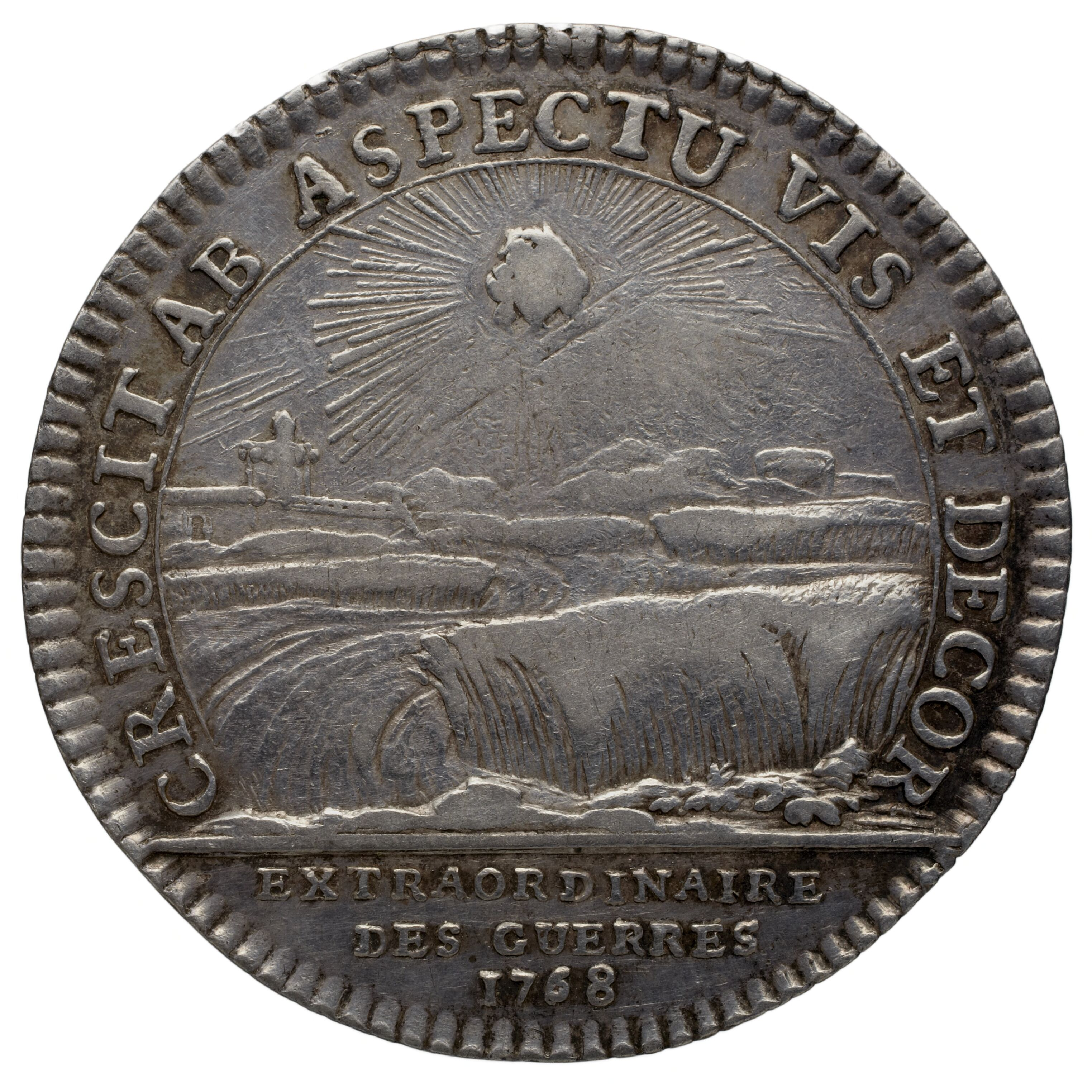

La trésorerie de l’Extraordinaire des guerres versait des financements prélevés en temps de guerre aux formations militaires, au contraire de l'Ordinaire de guerre qui ne s'occupait que des dépenses militaires courantes. Elle est apparue sous le règne de François Ier.
L'extraordinaire des guerres sont donc les sommes qui ne sont pas prévues au budget de la guerre ; ces sommes, du temps de Louis XIV et son ministre Louvois, dépassent souvent le budget initial et sont considérables. En 1700, l’Extraordinaire des guerres dépensait environ cinquante fois plus d’argent que l’Ordinaire. 
Le trésorier général de l'extraordinaire des guerres est chargé également de payer les troupes (ou, le cas échéant comme selon les ordres de Louis XIII entre 1620 et 1630, de financer des travaux tels que le réaménagement des forteresses et l'accroissement des armées).
Les trésoriers généraux étaient au nombre de 2 ou 3 et ils avaient sous leurs ordres une centaine de commis et de teneurs de livres.